# HMS Glowworm (H92)
El HMS Glowworm fue un destructor de la clase Greyhound construido para la Marina Real británica en la década de 1930. Durante la guerra civil española el buque fue desplegado en 1936 y 1937 en aguas del Mar Cantábrico como refuerzo del llamado Control Naval realizado por el Reino Unido y Francia a los dos bandos del conflicto. El Glowworm fue transferido desde la Home Fleet al Reino Unido poco antes del inicio de la Segunda Guerra Mundial para escoltar la navegación en sus aguas territoriales. En marzo de 1940 fue transferido a la Home Fleet de la Marina Real británica, a tiempo de participar en los compases iniciales de la Campaña de Noruega. 
El 8 de abril de 1940 el HMS Glowworm se topó con destructores alemanes que transportaban tropas para la invasión de Noruega en el marco de la Operación Weserübung. Los navíos germanos intentaron retirarse al tiempo que pedían ayuda al buque que encabezaba su formación, el crucero pesado Admiral Hipper, que entabló combate con el barco británico. El Glowworm, gravemente dañado por la superior artillería del Admiral Hipper, incluso intentó torpedear al crucero alemán. Los dos navíos colisionaron fuertemente en un abordaje que arrancó la proa del Glowworm y provocó el posterior estallido de sus calderas, hundiéndose con gran parte de su tripulación.

## Descripción
El Glowworm desplazaba 1370 t con una carga estándar, aunque podía llegar hasta 1883 t como máximo. Tenía una eslora de 98,5 m, una manga de 10,1 m y un calado de 3,8 m. Era impulsado por máquinas de vapor Parsons conectadas a dos ejes que desarrollaban un total de 34 000 CV y lo movían a una velocidad máxima de 36 nudos (67 km/h). El vapor para las turbinas era proporcionado por tres calderas de agua de tres tambores Admiralty. El Glowworm portó un máximo de 480 t de fueloil que le permitían una autonomía de 5530 millas náuticas (10 240 km) a 15 nudos (28 km/h). Su tripulación en tiempo de paz era de 137 hombres entre marineros y oficiales.
El destructor portaba cuatro cañones Mark IX de 120 mm en montajes individuales. Para su defensa antiaérea el Glowworm tenía dos montajes cuádruples Mark I para la ametralladora Vickers Mark III de 12,7 mm. Además, fue el buque de prueba para los nuevos montajes quíntuples de tubos lanzatorpedos de 533 mm. Un raíl para cargas de profundidad y dos lanzadores, con veinte cargas originalmente y treinta y cinco al inicio de la Segunda Guerra Mundial, completaban el armamento del Glowworm.

## Historial

### En tiempo de paz
La construcción del HMS Glowworm fue autorizada el 5 de marzo de 1934 bajo el Programa de Construcción de 1933 como parte de una serie de ocho destructores. Puesto en grada el 15 de agosto del mismo año en los astilleros John I. Thornycroft & Company, en Woolston, Hampshire y botado el 22 de julio de 1935, finalmente fue asignado el 22 de enero de 1936 con un costo total de 248 785 £. Tras ser comisionado, el Glowworm fue destinado a la 1ª Flotilla de Destructores, perteneciente la Flota Mediterránea de la Marina Real británica. En el seno de la misma, el destructor patrulló aguas españolas durante la Guerra Civil para hacer cumplir los dictados del Comité de No Intervención, misión en la que permaneció hasta que navegó a Portsmouth para ser reacondicionado entre el 27 de mayo y el 8 de junio de 1937. Reincorporado a la Flota Mediterránea, entre el 7 de junio y el 25 de julio de 1938 volvieron a realizarle reparaciones en Portsmouth, y en septiembre de ese año actuó como escolta del trasatlántico SS Strathnaver entre Malta y Alejandría durante los Acuerdos de Múnich. Ese mismo mes también actuó de escolta del crucero ligero HMS Arethusa en su viaje a Adén. El 16 de mayo de 1939 el Glowworm chocó con su buque hermano HMS Grenade, lo que obligó a realizarle unas primeras reparaciones en Alejandría y otras definitivas en Malta entre junio y julio.

### Segunda Guerra Mundial
El Glowworm se encontraba en Alejandría cuando estalló la Segunda Guerra Mundial, en septiembre de 1939. En octubre de ese mismo año la 1ª Flotilla de Destructores fue transferida al Western Approaches Command, un comando operativo de la Marina Real británica que durante la guerra estuvo encargado de controlar las aguas occidentales del Reino Unido. Así, el HMS Glowworm navegó hasta Plymouth junto a sus gemelos, los HMS Gallant, HMS Grafton y HMS Greyhound, a donde arribaron el 22 de octubre para ser desplegados en las aguas sur occidentales del archipiélago británico, donde actuarían como escolta de convoyes y patrullas antisubmarino.
El 12 de noviembre el destructor fue transferido a la 22ª Flotilla de Destructores con base en Harwich, encargada de patrullar y dar escolta en las aguas del Mar del Norte. Aquí permanecería hasta el 22 de febrero de 1940, día en que el HMS Glowworm, anclado en puerto, fue golpeado por el barco sueco Rex en medio de una densa niebla, incidente en el que sufrió importantes daños estructurales. Las reparaciones se le llevaron a cabo en el astillero comercial de Hull hasta finales de marzo, al término de las cuales fue incorporado a la 1ª Flotilla de Destructores de la Flota Doméstica, basada en Scapa Flow. Su misión era desplegarse en las aguas del Mar del Norte y del noroeste de Gran Bretaña. A inicios de abril estaba integrado en la escolta del crucero de batalla HMS Renown, junto a los destructores HMS Greyhound, HMS Hero e HMS Hyperion,  cumpliendo con la Operación Wilfred, destinada a la colocación de minas en los accesos a los fiordos noruegos. El 7 de abril, el HMS Glowworn tuvo que separarse del convoy para rescatar a un tripulante caído al mar.

#### Batalla final

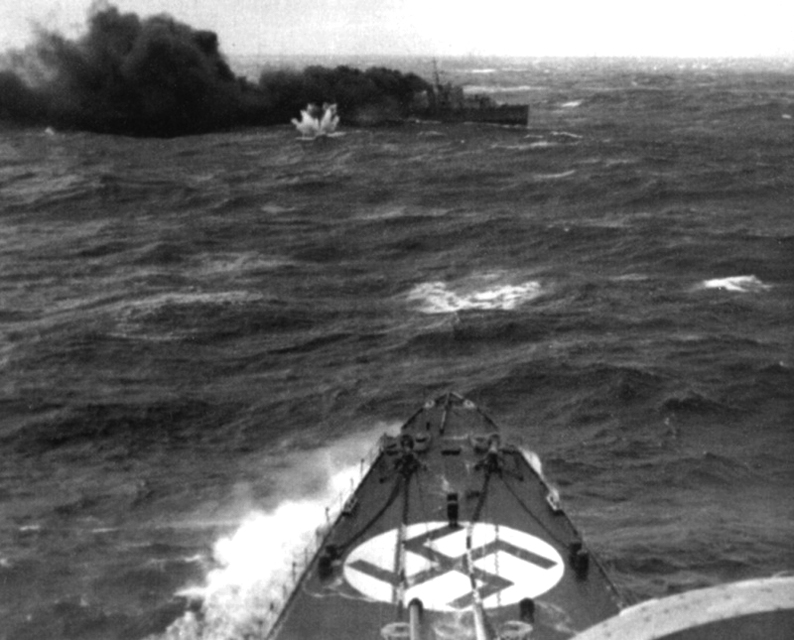
Una fotografía del Glowworm tomada desde el Admiral Hipper el 8 de abril de 1940. El Glowworm está tendiendo una pantalla de humo.

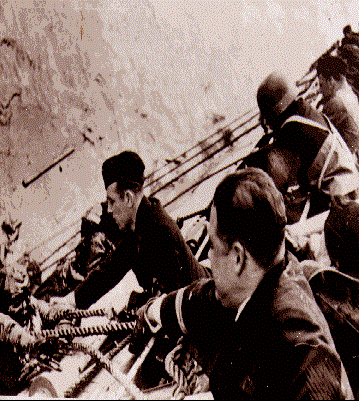
Rescate de los sobrevivientes del HMS Glowworm

En la mañana del 8 de abril el HMS Glowworm navegaba de vuelta a la escolta del HMS Renown cuando, en medio de una densa niebla, se topó con los destructores alemanes Bernd von Arnim (Z 11) y Hans Lüdemann (Z 18), componentes de un destacamento naval liderado por el crucero pesado  Admiral Hipper que se encontraba en camino a Trondheim para la invasión de Noruega, llamada por los germanos Operación Weserübung.
El Glowworm abrió fuego contra los destructores alemanes, que rápidamente dieron aviso al Admiral Hipper. El crucero pesado avistó el destructor a las 09:50, pero en un primer momento desde el Hipper no distinguieron claramente el Glowworm del Bernd von Arnim. A pesar de ello, ocho minutos después el navío alemán abrió fuego con sus cañones de 203 mm desde una distancia de 8400 metros. El Glowworm fue alcanzado por proyectiles de la cuarta andanada del Hipper, y lanzó columnas de humo para ocultarse. Sin embargo, los cañones dirigidos por radar del crucero alemán no se vieron mermados por ello y, al aparecer de nuevo el destructor, ya estaba lo suficientemente cerca para que el crucero lo atacara con sus cañones de 105 mm, que arrasaron la sala de la radio, el puente y los cañones traseros de 120 mm, además de impactar en su sala de máquinas, la cabina del capitán y el mástil, cuyo desplome provocó un cortocircuito que hizo sonar las sirenas del barco. 

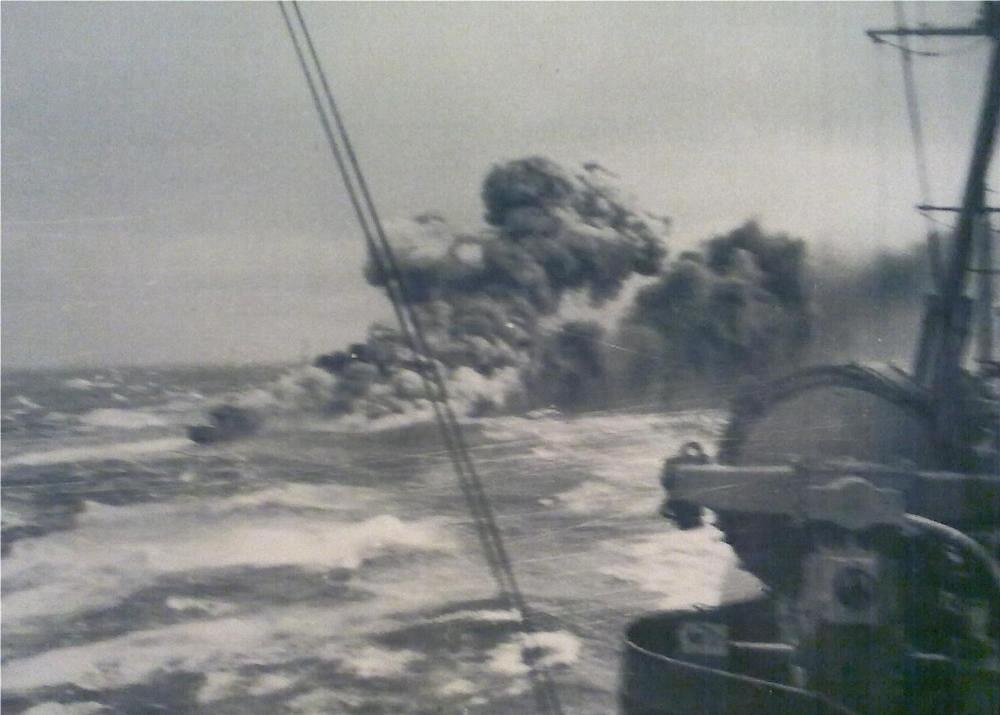
El Glowworm en llamas.

A las 10:10 el teniente comandante Roope, capitán del Glowworm, disparó cinco torpedos desde una distancia de 800 metros, pero estos no impactaron en el Hipper porque su capitán Helmuth Heye lo había mantenido lejos de su alcance. El destructor retrocedió de nuevo hacia su pantalla de humo, pero el Hipper lo siguió a fin de liquidarlo antes de que este pudiera hacer uso de los torpedos que le restaban. Los dos buques se encontraron muy cerca cuando el Hipper emergió del humo, por lo que Heye ordenó virar bruscamente a estribor para reducir distancias, pero la maniobra con el timón fue muy lenta y este se trabó,  el Glowworm golpeó al crucero germano detrás del ancla de estribor. La brutal colisión destrozó la proa del Glowworm, que además se arrastró por todo el lateral del crucero alemán abriéndole sendos agujeros en el casco y destrozando el montaje de sus torpedos a estribor. Un marinero alemán cayó al mar debido a las sacudidas y por las vías abiertas en el casco del Hipper entraron 500 toneladas de agua antes de que pudieran ser selladas, aunque no fueron daños realmente graves. El Glowworm por su parte había comenzado a arder y sus calderas estallaron a las 10:24, provocando el hundimiento del barco junto con 109 de sus tripulantes, al noroeste de Trondheim.

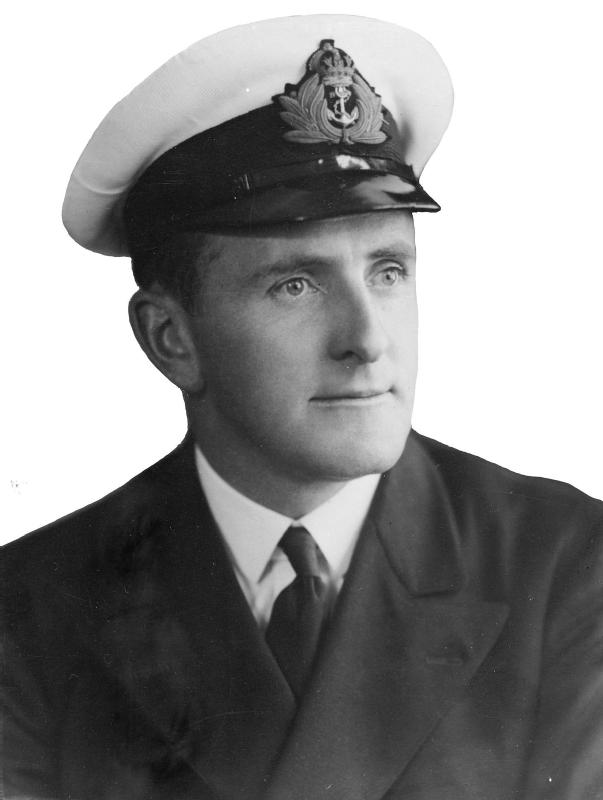
Capitán de corbeta Gerard Broadmead Roope, comandante del HMS Glowworm. Fue galardonado póstumamante con la Cruz Victoria.

Tras el hundimiento el Admiral Hipper se aproximó al lugar para intentar rescatar a su tripulante caído al mar y a los supervivientes del Glowworm, algunos pudieron asirse a restos flotantes. El marinero alemán no fue hallado, pero fueron rescatados 40 británicos, seis de los cuales murieron después a causa de sus heridas. El teniente Ramsay, oficial británico de mayor rango que sobrevivió, dijo a sus rescatadores que ni el timón principal ni el de emergencia pudieron ser maniobrados durante el combate por un fallo, por lo que el choque entre ambos navíos fue completamente accidental. Según la versión alemana el Glowworm solo disparó cuatro torpedos, pero los británicos afirmaron que dispararon contra el crucero alemán los ocho torpedos con que contaba su destructor. Las pruebas fotográficas tomadas tras la colisión confirmaron que, en efecto, el Glowworm había lanzado todos sus torpedos.
Durante su último combate el HMS Glowworm rompió su silencio radiofónico para informar al Almirantazgo Británico de su situación. Aunque no pudo completar su transmisión, el Almirantazgo supo que su destructor había entablado combate contra un crucero alemán, por lo que ordenó al convoy liderado por el crucero de batalla HMS Renown que abandonara su puesto en Vestfjords (Noruega) y se dirigiera hacia la última posición indicada por el Glowworm. Mientras tanto, el Admiral Hipper había abandonado el lugar y seguido camino a Trondheim.
El comandante del HMS Glowworm, capitán de corbeta Gerard Broadmead Roope,  se ahogó cuando se quedó sin fuerzas para agarrase a un cabo en el costado del crucero alemán, y recibió a título póstumo la prestigiosa Cruz Victoria, convirtiéndose así en el primero en recibirla en la Segunda Guerra Mundial. Esta distinción fue concedida en parte por la recomendación del capitán del Admiral Hipper Hellmuth Heye, que a través de la Cruz Roja escribió a las autoridades británicas para hacerles saber el heroico desempeño del capitán del destructor en el combate contra un buque muy superior. El teniente Ramsay fue condecorado con la Orden del Servicio Distinguido. Ambos reconocimientos fueron otorgados tras el fin de la guerra.